# Liste der Biografien/Kark
Liste der Biografien |
Portal Biografien |
Personensuche
# |
A |
B |
C |
D |
E |
F |
G |
H |
I |
J |
K |
L |
M |
N |
O |
P |
Q |
R |
S |
T |
U |
V |
W |
X |
Y |
Z |
?
 
Ka |
Kb |
Kc |
Kd |
Ke |
Kf |
Kg |
Kh |
Ki |
Kj |
Kl |
Km |
Kn |
Ko |
Kp |
Kr |
Ks |
Kt |
Ku |
Kv |
Kw |
Ky |
Kx |
Kz
 
Kaa–Kag |
Kah |
Kai |
Kaj |
Kak |
Kal |
Kam |
Kan |
Kao |
Kap |
Kar |
Kas |
Kat |
Kau |
Kav |
Kaw |
Kay |
Kaz
 
Kara |
Karb |
Karc |
Kard |
Kare |
Karf |
Karg |
Karh |
Kari |
Karj |
Kark |
Karl |
Karm |
Karn |
Karo |
Karp |
Karr |
Kars |
Kart |
Karu |
Karv |
Karw |
Kary |
Karz
Die Liste der Biografien führt alle Personen auf, die in der deutschsprachigen Wikipedia einen Artikel haben. Dieses ist eine Teilliste mit 28 Einträgen von Personen, deren Namen mit den Buchstaben „Kark“ beginnt.

## Kark
- Kark, Austen (1926–2002), britischer Journalist und der Geschäftsführer des BBC World Service
- Kark, Ruth (* 1941), israelische Historikerin und Hochschullehrerin

### Karka
- Karka, Mykolas (1892–1984), litauischer Dirigent und Komponist, Gründer von Musiktheater Panevėžys
- Karkalatou, Elpida-Ioanna (* 1994), griechische Sprinterin
- Karkanas, Panagiotis (* 1963), griechischer Geoarchäologe
- Karkanis, Athena, kanadische Schauspielerin
- Karkatsoulis, Panagiotis (* 1958), griechischer Jurist, Verwaltungswissenschaftler und Politiker

### Karke
- Karker, Franz Xaver (1818–1892), römisch-katholischer Theologe, Fürstbischöflicher Delegat für Brandenburg und Pommern, Propst von St. Hedwig in Berlin
- Karker, Rachael (* 1997), kanadische Freestyle-Skierin

### Karki
- Karki, Dil Maya (* 1988), nepalesische Sprinterin
- Kärki, Matti (* 1972), schwedischer Metal-Sänger
- Kärkinen, Juhani (1935–2019), finnischer Skispringer
- Kärkinen, Kalevi (1934–2004), finnischer Skispringer
- Karkinos der Jüngere, klassischer griechischer Dichter

### Karkk
- Kärkkäinen, Veli-Matti (* 1958), finnischer evangelischer Theologe, Pfingstpastor und Hochschullehrer für Systematische Theologie

### Karkl
- Karklin, Nikolai (1911–1999), estnischer bzw. sowjetischer Ringer

### Karkm
- Karkmeyer, Carsten (1873–1951), Pädagoge, Politiker (DVP), MdBB und Wirtschaftsdirektor

### Karko
- Karkoschka, Erhard (1923–2009), deutscher Komponist
- Karkoschka, Erich (* 1955), deutscher Planetologe
- Karkoschka, Ulf (* 1973), deutscher Biathlet
- Karkosik, Roman (* 1951), polnischer Unternehmer
- Karkowski, Zbigniew (1958–2013), polnischer Komponist und Musiker
- Karkowsky, Stephan (* 1963), deutscher RadiomoderatorStephan Karkowsky (* 1963)

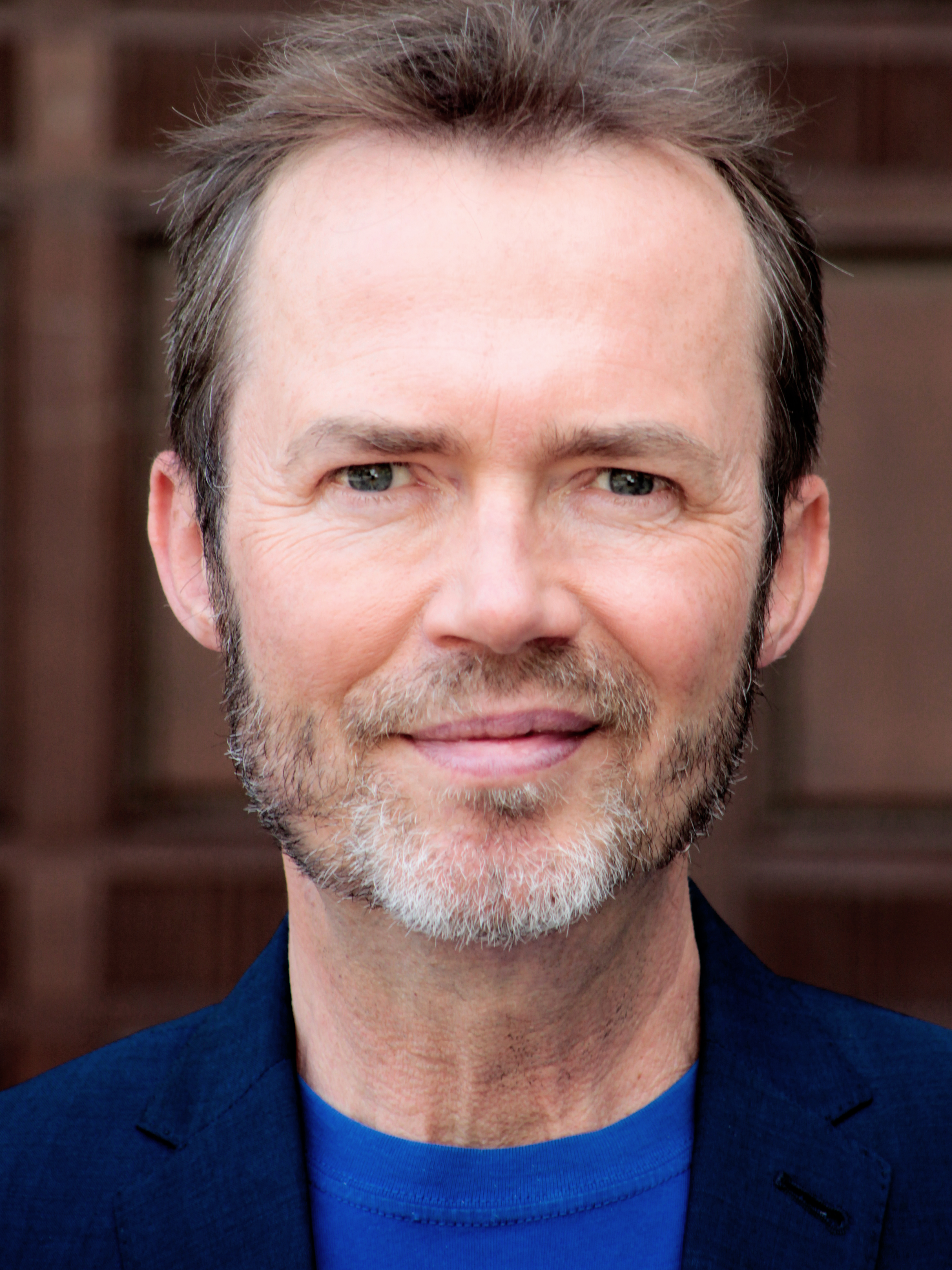
Stephan Karkowsky (* 1963)

### Karku
- Karkut, Bożena (* 1961), polnische Handballspielerin und -trainerin
- Karkuth, Dirk (1962–2003), deutscher Fußballspieler und -trainer
- Karkutli, Burhan (1932–2003), deutsch-arabischer Künstler
- Karkutli, Dietlinde (1952–1994), deutsche Bauchtänzerin und Autorin
- Karkutsch, Ferdinand (1813–1891), deutscher Kaufmann, Sozialaktivist und Philanthrop